# The Jupiter Effect
The Jupiter Effect ist eine österreichische Rockband aus Wien, die beim österreichischen Indie-Label Canis Records unter Vertrag steht.

## Geschichte
Fabian Natter und Martin Burtscher lernten einander beim Studium am Konservatorium Wien kennen. 2015 beschlossen sie die Gründung einer Band und holten Markus Manahl am Bass dazu. Nach längerer Suche stieß 2016 Robert Willem Diem als Sänger und Rhythmusgitarrist zur Band, die fortan unter dem Namen The Jupiter Effect spielte.
Nach längerer Songwriting-Phase fand am 23. März 2018 das erste Konzert im Wiener Club Kramladen statt. Anfang 2023 verließ Gitarrist und Gründungsmitglied Martin Burtscher die Band und wurde durch Dino Aletovic ersetzt.

## Stil
Die Musik von The Jupiter Effect ist eine Mischung aus Stoner Rock, Alternative Rock und Progressive Rock, meist durchzogen von psychedelisch anmutenden Mittelteilen. Sie ist stark von alternativen Rockbands der 1990er Jahre beeinflusst. In Interviews und öffentlichen Auftritten gibt Sänger Robert Diem an, dass er als zentrale Themen in seinen Texten gerne den neu aufflammenden Totalitarismus in jungen Demokratien, Aspekte der Vergänglichkeit, die Emanzipation von Werten, die Dichotomie zwischen männlichen und weiblichen Archetypen, Sucht und Rausch, Flucht und Sehnsucht nach Freiheit sowie die zerstörerische Kraft der Liebe behandelt.

## Diskografie
- 2020: Poison (Single, Canis Records)
- 2020: Amalthea (Single, Canis Records)
- 2020: Down the Drain (Single, Canis Records)
- 2021: The Journey (Single, Canis Records)
- 2021: I/O (Album, Canis Records)
- 2022: Give Them Rules (Single, Canis Records)